# Черваньов Дмитро Миколайович
Черваньов Дмитро Миколайович (*08 січня 1938, Богданівка, Васильківський район, Дніпропетровська область — † 11 березня 2013, Київ, Україна) — доктор економічних наук, професор. Заслужений діяч науки і техніки України (1997). Заслужений професор Київського університету. Член-кореспондент Академії педагогічних наук України, академік Академії економічних наук України, академік Академії технологічних наук України, академік Академії інформатики України, академік Академії економічної кібернетики України, академік Міжнародної кадрової академії.

## Життєпис
1961 року закінчив механічний факультет Київського політехнічного інституту, 1967 – економічний факультет Вечірнього університету м. Києва. Від 1967 року аспірант на економічному факультеті Київського університету, де й захистив кандидатську дисертацію «Спеціалізація міжгалузевих виробництв і технічний прогрес у машинобудування» (1970).